# Croisy-sur-Andelle
Croisy-sur-Andelle är en kommun i departementet Seine-Maritime i regionen Normandie i norra Frankrike. Kommunen ligger i kantonen Argueil som tillhör arrondissementet Dieppe. År 2022 hade Croisy-sur-Andelle 517 invånare.

## Befolkningsutveckling
Antalet invånare i kommunen Croisy-sur-Andelle
| Referens: INSEE |